# San Martín (Frómista)

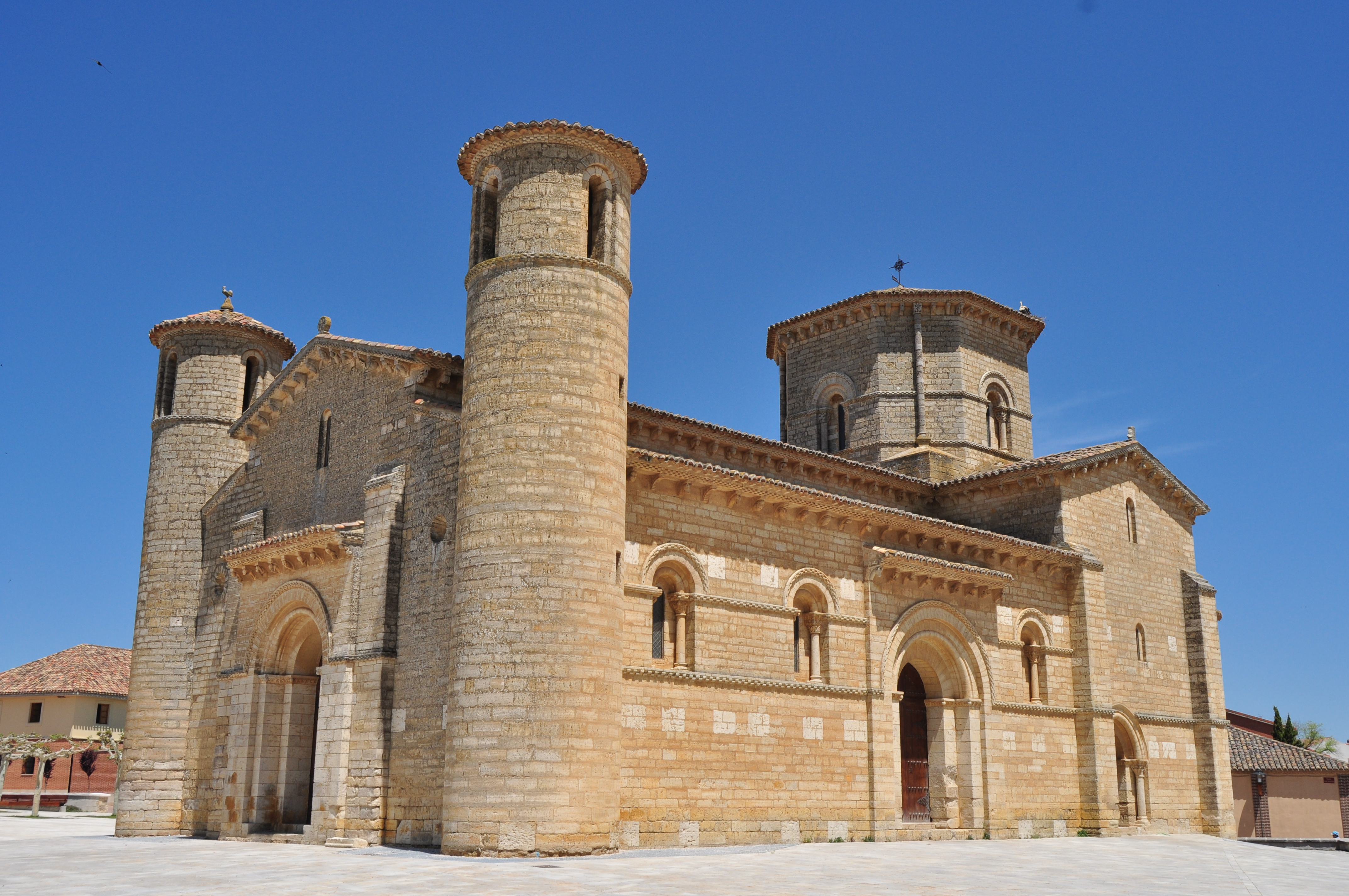
San Martín in Frómista

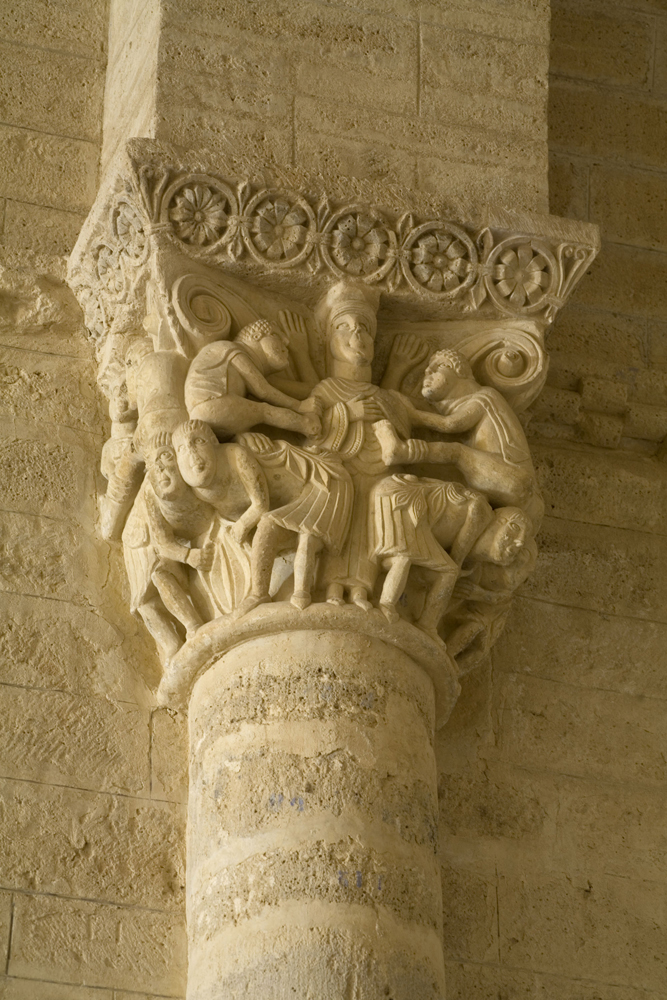

San Martín in Frómista ist eine Kirche und einer der frühesten hochromanischen Großbauten Spaniens.

## Geografische Lage
Sie liegt am Jakobsweg. Frómista ist eine Gemeinde in der Provinz Palencia der Autonomen Gemeinschaft Kastilien und León. Die Kirche lag in dem ursprünglich nicht zu Frómista gehörenden Dorf San Martín, das aber inzwischen längst nicht mehr davon zu unterscheiden ist.

## Geschichte

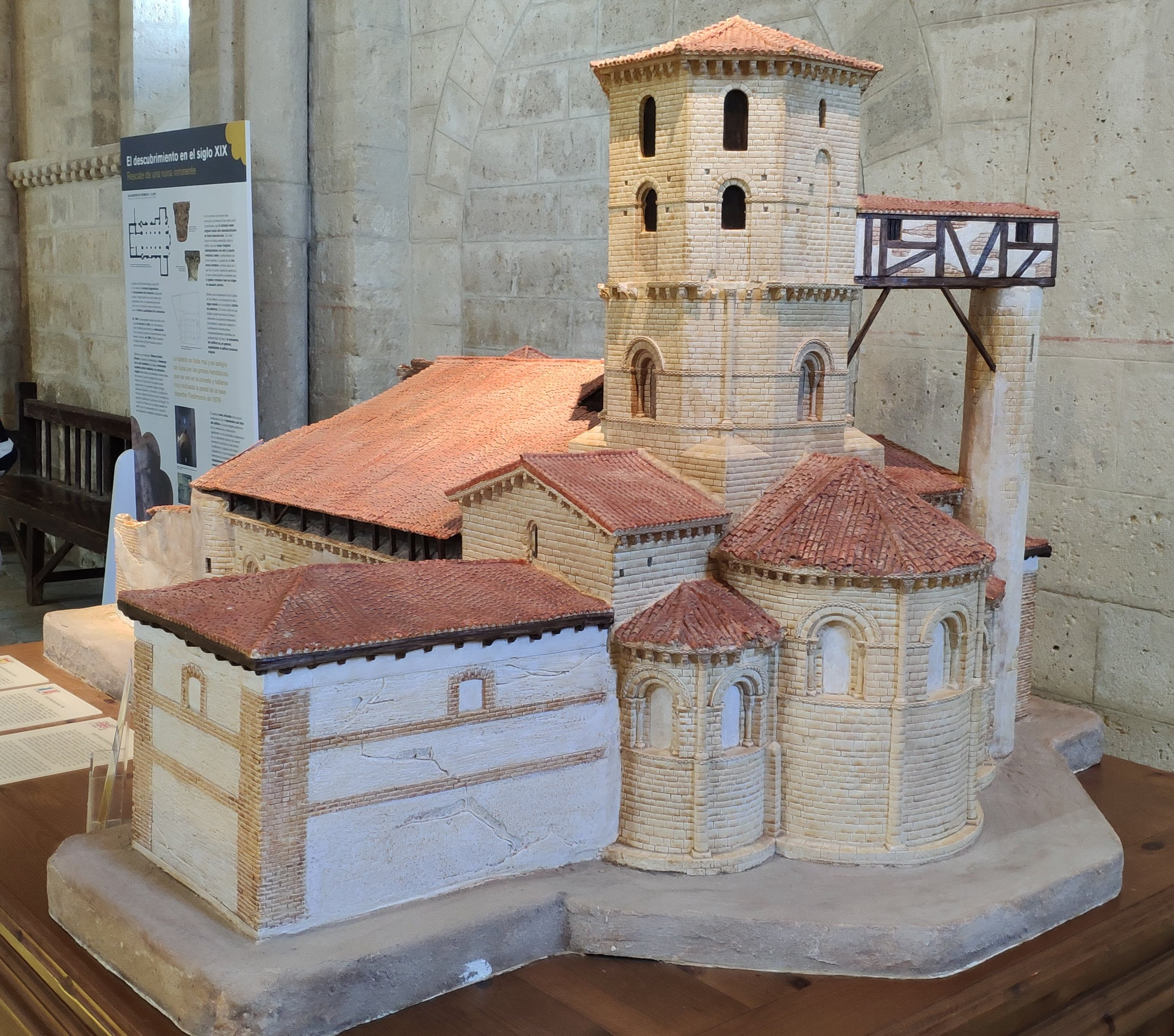
Modell der Kirche mit aufgestocktem Vierungs- und separatem Treppenturm

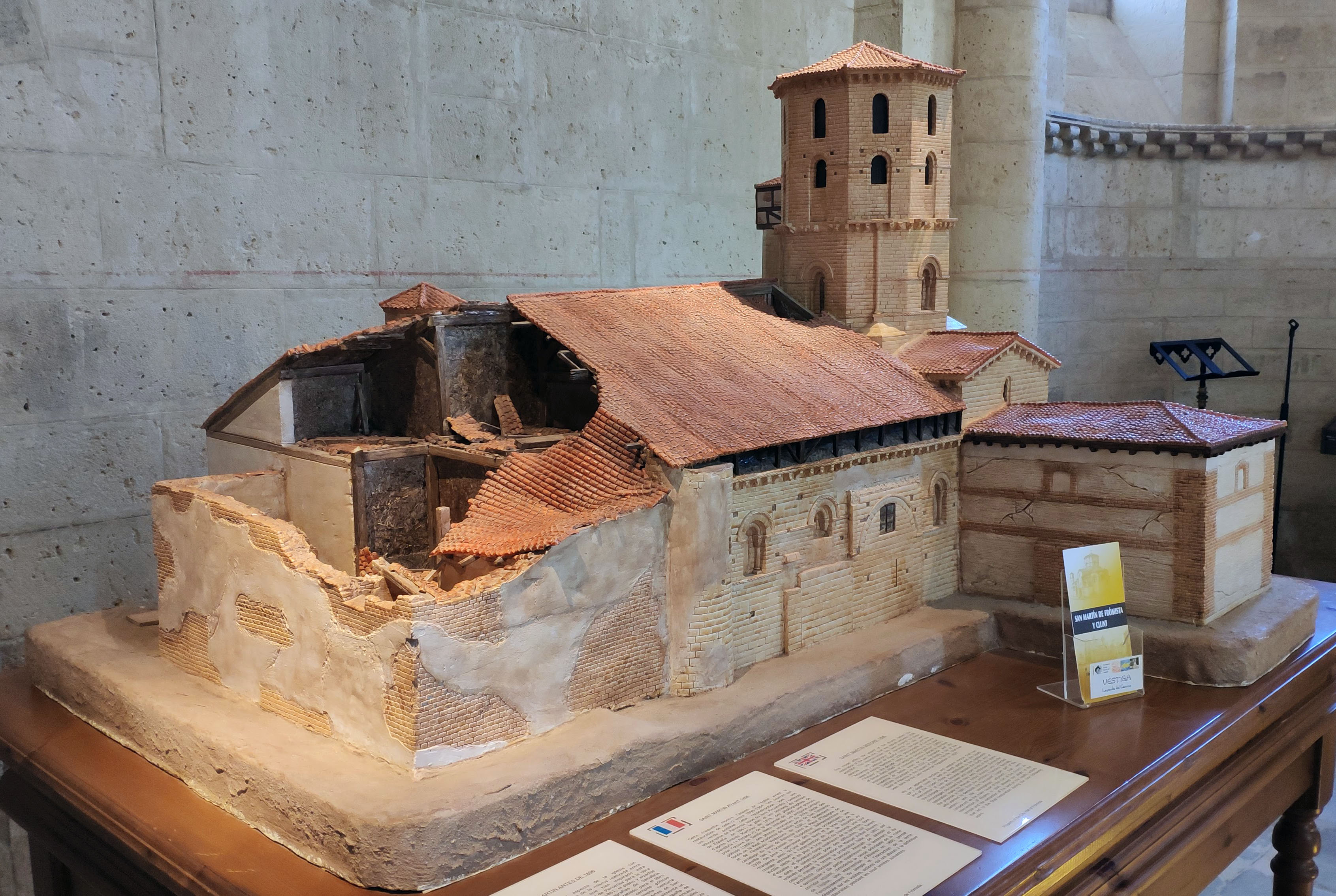
Modell des Zustands der Kirche unmittelbar vor Beginn der Restaurierung

Eine Kirche und ein Benediktiner-Kloster an dieser Stelle wurden im Testament der Königin Munia Mayor, geborene Gräfin von Kastilien, und Witwe von König Sancho III. von Navarra, vom 13. Juni 1066 erstmals erwähnt. Die Königin hatte hier ihren Witwensitz genommen, mit dem Bau der Kirche begonnen und setzte Kloster und Kirche zu Teilerben ihres Vermögens ein. Dieses Vermögen ermöglichte den Bau einer prachtvollen Kirche, die im letzten Drittel des 11. Jahrhunderts in einer Bauzeit von 15 bis 20 Jahren, durchgehend und ohne Bauunterbrechung, entstand. Enge Beziehungen bestehen zur Kathedrale von Jaca und der Basilika San Isidoro in León. Beide Bauten wurden ebenfalls aus dem familiären Umkreis von König Sancho III. finanziert und auch die Handwerker scheinen zum Teil dieselben gewesen zu sein. Nach der Kathedrale von Jaca und der Basilika San Isidoro entstand hier die dritte große romanische Kirche Spaniens.
1118 unterstellt Königin Urraca, eine Urenkelin der Königin Munia, Kirche, Kloster und die zugehörige Siedlung, San Martín, dem Kloster San Zoilo in Carrión de los Condes. San Martín wurde so zum Priorat dieses Klosters. Während des ganzen folgenden Mittelalters gab es ständig Streit zwischen der Stadt Frómista und den dem Kloster San Zoilo um Rechte in und an dem Dorf San Martín, was bis zu militärischen Auseinandersetzungen führte. Dabei wurde 1418 der südliche, die Westfassade der Kirche flankierende Turm, weitgehend zerstört. Erst 1488 konnte der Streit beigelegt werden.
1453 ereignete sich ein Hostien-Wunder in San Martín. Die Patene, die dabei genutzt wurde, und die Hostie wurden bis ins 19. Jahrhundert in der Kirche verehrt. Die Patene – ohne Hostie – und die zugehörige Monstranz, in der sie gezeigt wurde, befinden sich heute im Museum der benachbarten Kirche San Pedro.

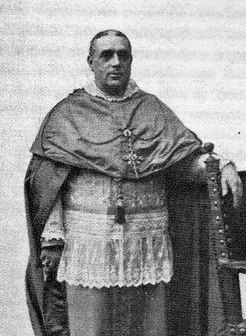
Kardinal Enrique Almaraz y Santos (1847–1922), Initiator der Restaurierung am Ende des 19. Jahrhunderts

Ebenfalls im 15. Jahrhundert erhielt der Vierungsturm zwei zusätzliche Geschosse. Das Treppenhaus zu diesen Räumen wurde in einem extern und separat errichteten Turm untergebracht, von dem aus eine Brücke zum Vierungsturm führte. Weitere, kleinere Anbauten wurden angefügt. Der Aufstockung des Vierungsturms war die Statik des Bauwerks auf die Dauer aber nicht gewachsen. Die Subkonstruktion gab langsam nach, so dass das Gebäude in den 1870er Jahren gesperrt werden musste.
1894 wurde die Kirche schließlich unter Denkmalschutz gestellt und dann von 1896 bis 1904 durch den Architekten Manuel Aníbal Álvarez Amoroso (1850–1930) umfangreich restauriert. Dahinter stand der damalige Bischof von Palencia und spätere Kardinal Enrique Almaraz y Santos (1847–1922). Bei der Restaurierung war die „perfekte romanische Kirche“ Leitvorstellung. Die Teile, die die Beteiligten für nachträgliche Anbauten hielten und alle Reste der ehemaligen Klosteranlage, wurden abtragen, fehlende Teile ergänzt und ein Teil der Bauskulptur, als schlecht erhalten eingestuft, durch Rekonstruktionen ersetzt. Das hat dazu geführt, dass die Kirche auf den ersten Blick wie ein historistisches Gebäude wirkt und zu vehementer Kritik an den Arbeiten geführt, die auch schon mal als „verheerende Restaurierung“ oder „allzu gründliche Restaurierung“ charakterisiert werden. Andere behaupten dagegen, die Kirche sei damals „behutsam restauriert“ worden und die Ausführenden hätten Sorgfalt walten lassen.
San Martin war im 19. Jahrhundert, nach Auflösung der Klöster, eine von mehreren Pfarrkirchen des Ortes. Heute werden dort nur noch zu besonderen Anlässen Gottesdienste abgehalten.

## Architektur

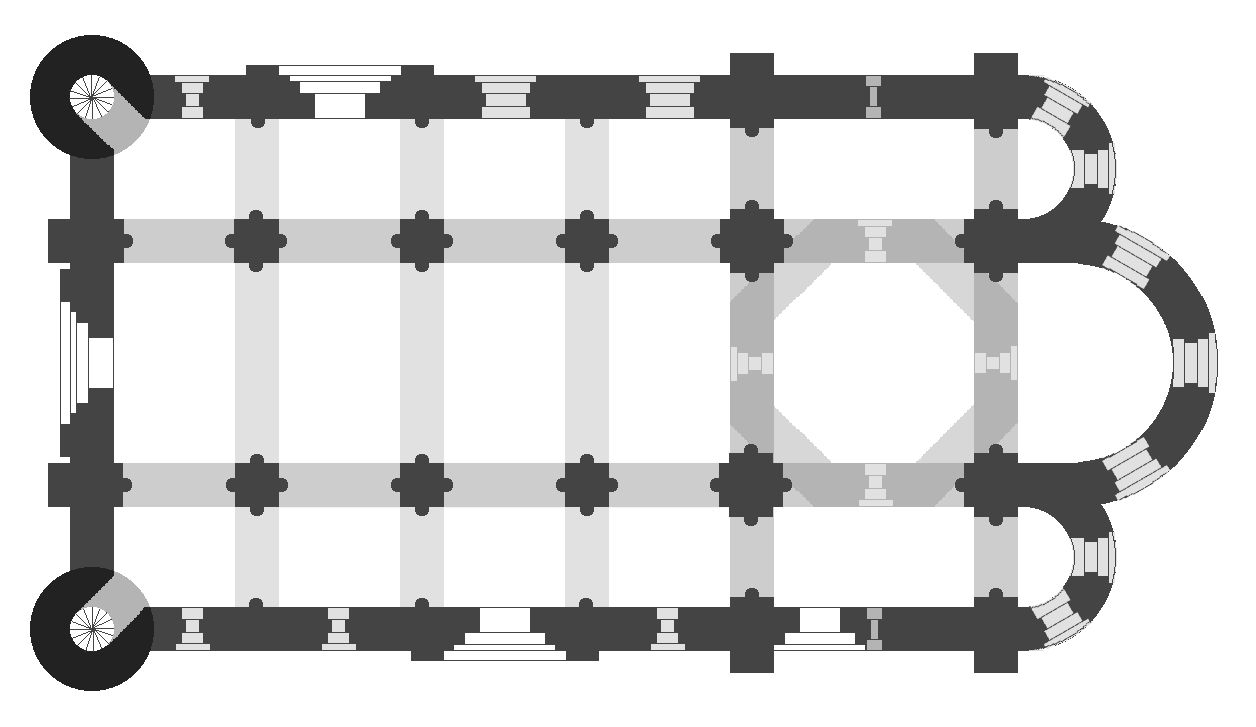
Grundriss

### Anlage
Die Kirche ist eine dreischiffige Pseudobasilika auf dem Grundriss eines Lateinischen Kreuzes, die Vierung durch eine Kuppel betont. Alle drei Schiffe haben vier Joche und Tonnengewölbe. Die Gewölbe von Mittelschiff und Querschiff beginnen genau auf der Höhe, wo die der Seitenschiffe ihren Scheitel haben. Es ist das erste Mal, dass in Spanien eine romanische Kirche komplett eingewölbt wurde. Sowohl das Mittelschiff als auch die Seitenschiffe schließen je mit einem Chor nach Osten ab.

### Äußeres
Der Staffelchor wird von Säulen mit reich skulpturierten Kapitellen vertikal, das gesamte Gebäude – außer der Westfassade – durch ein Gesims aus schachbrettartig versetzten Röllchen horizontal gegliedert. Über ihm befinden sich die Fenster. Der Vierungsturm ist achteckig mit Seitenwänden in zwei unterschiedlichen Breiten. Die Westfassade wird von zwei kleinen Rundtürmen flankiert.
Die Steinmetzarbeiten an der Kirche sind herausragend. Von den 46 äußeren Kapitellen zeigt die Hälfte pflanzliche Motive. Darüber hinaus gibt es Flechtbänder, Tiere, aber keine Fabelwesen. Vertreten sind: Affen, Löwen, Schlangen, ein Hahn und ein Kapitell zeigt Pelikanen Weitere Kapitelle tragen szenische Darstellungen. Besonders aber sind die 309 Konsolfiguren an den Sparren unter den Dachüberständen, die Pflanzen, Tiere, Fabelwesen, Menschen und auch einige erotische Darstellungen, wie den „Phallusmann“ zeigen (am Giebel des nördlichen Querschiffs). 86 von ihnen wurde bei der Restaurierung von 1896 bis 1904 ersetzt. Jedoch halten sich die Kopien – soweit das heute anhand von Abgüssen der Originale und historischen Fotografien beurteilt werden kann – hinsichtlich der dargestellten Motive überwiegend an den historischen Bestand. Vier Gruppen lassen sich feststellen: Einige wenige mit geometrischen Motiven, einige wenige mit pflanzlichen Motiven, Tiermotive und Darstellungen von Menschen.
Die Deutungen der Darstellungen sind unterschiedlich: Während Horst Bredekamp die Skulpturen als didaktische Hinweise an die Pilger deutet, was verwerflich und was zu vermeiden sei, geht Peter K. Klein davon aus, dass hier – am Rand des Gebäudes – der Rand der Welt dargestellt ist: alles was randlich und deswegen unheimlich ist.

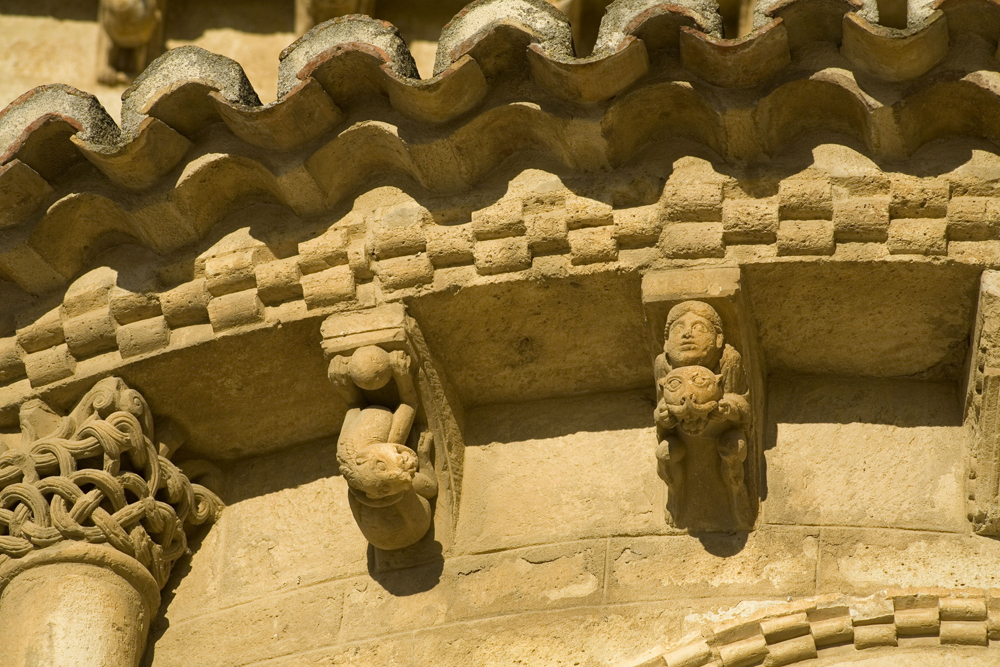
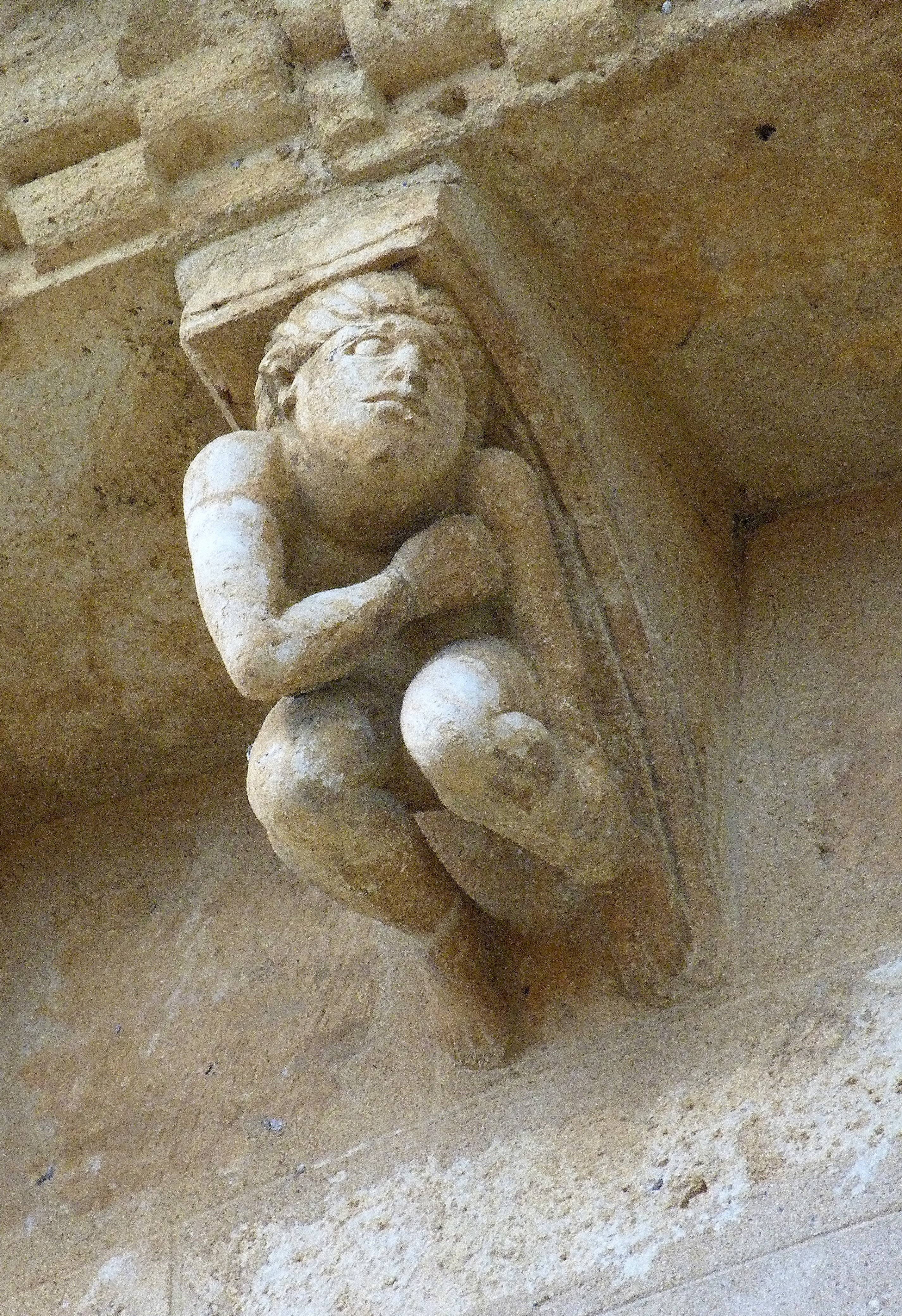
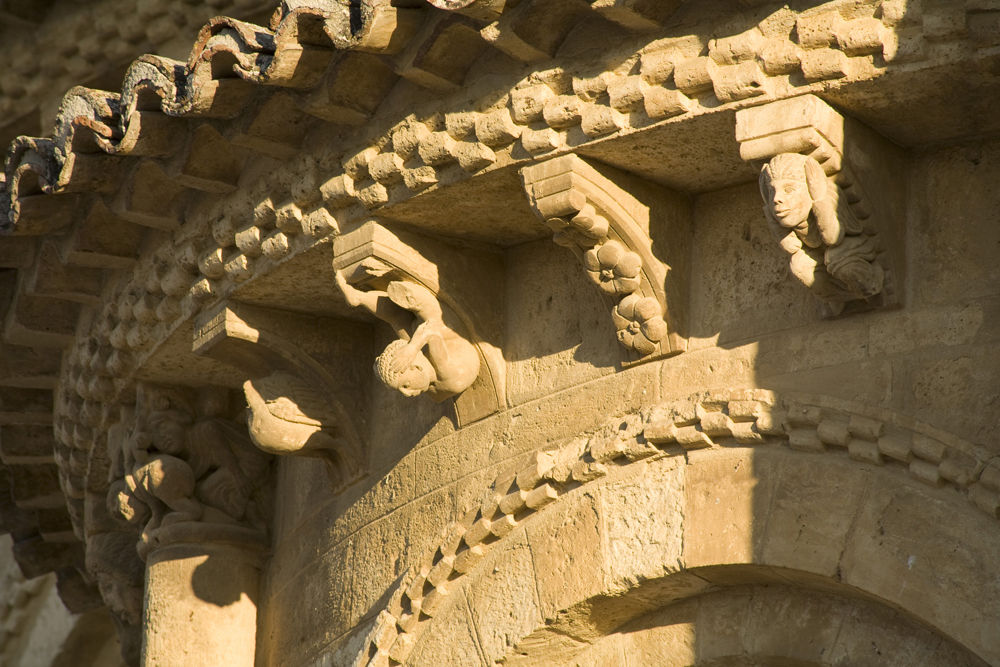
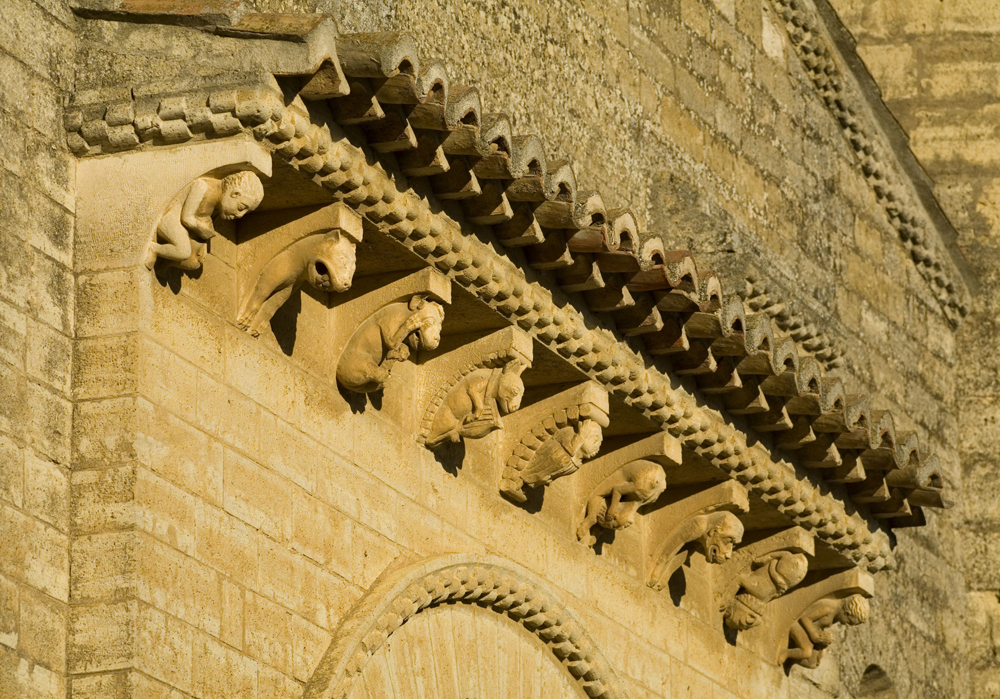
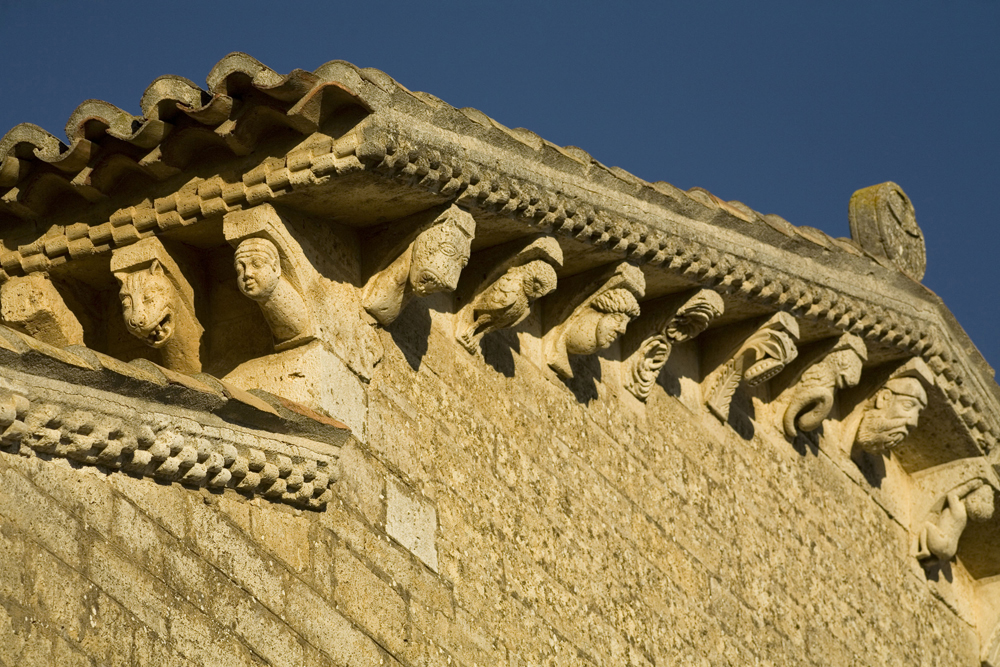

### Inneres
Eingänge befinden sich sowohl in der Westfassade als auch an jeder Seite des Gebäudes.
Dem Inneren der Kirche fehlt heute die mittelalterliche Bemalung, die wohl vorhanden war, aber nicht dokumentiert ist. Sollten Reste davon erhalten gewesen sein, so sind sie der „Restaurierung“ am Ende des 19. und zu Beginn des 20. Jahrhunderts zum Opfer gefallen. Einzig die 50 Kapitelle, die in die kleinsten Einzelheiten ausgearbeitet sind, verblieben. Die meisten Steinmetzarbeiten sind gut erhaltene Originale. 11 Kapitelle sollen rekonstruierende Ersatzstücke sein, sieben davon sind mit einem roten "„R“" gekennzeichnet – ungewöhnlich für die damalige Zeit. Ihr Programm gleicht denen der Außenseite: Sie stellen Pflanzen, Tiere und Menschen dar. Einige Kapitelle lassen den Schluss zu, dass die Handwerker Techniken aus dem islamischen Kulturkreis übernommen haben. Bei einem, dem sogenannten Orestes-Kapitell, stand nachweislich das Relief eines in der Umgebung gefundenen römischen Sarkophags Modell.
In den Trompen des Vierungsturms befinden sich die Symbole für die vier Evangelisten. Die Kuppel des Turms wurde bei der Restaurierung am Ende des 19. und Anfang des 20. Jahrhunderts neu errichtet. Die Inschrift des Schlusssteins nimmt Bezug auf König Alfons XIII. (1886–1941).

### Ausstattung
Nur drei Figuren schmücken heute noch den Innenraum. Sie befinden sich in der Hauptapsis:
- der Patron der Kirche, der heilige Martin von Tours,
- der Apostel Jakobus (die Kirche befindet sich am Jakobsweg) und
- ein Kruzifix aus dem späten 13. Jahrhundert.

Hier hängt auch eine schmiedeeiserne Öllampe aus dem 19. Jahrhundert mit der Inschrift „DONA MUNIA“, dem Namen der Stifterin, Königin Munia Mayor.

### Denkmalschutz
San Martín ist ein Baudenkmal und steht seit 1894 als Bien de Interés Cultural unter Denkmalschutz. Im Denkmalverzeichnis ist es unter der Nummer R.I. – 51 – 0000066 – 00000 registriert. Als Teil des Jakobswegs hat die Kirche Teil an dessen Status als Weltkulturerbe.